# 1931 en Palestine mandataire
Chronologie de la Palestine
- 1927
- 1928
- 1929
- 1930
- 1931
- 1932
- 1933
- 1934
- 1935

Cette page concerne les évènements survenus en 1931 en Palestine mandataire :

## Évènements
- Selon les statistiques officielles, il y a eu 4 075 immigrants juifs en 1931[1].
- 5 janvier : Élection de la troisième Assemblée des représentants juifs.
- 11 avril : Trois membres du kibboutz Yagur sont tués par des membres d'un gang arabe local.
- 18 novembre : Le recensement de 1931 en Palestine mandataire est effectué par les autorités du Mandat sous la direction du major E. Mills.
- 22 décembre : Deux membres du moshav Nahala (en), un homme et son fils, sont tués lorsqu'une bombe est lancée dans leur maison. L'attentat est attribué à des membres de l'organisation la Main Noire.

## Création
- Ein HaHoresh (kibboutz)
- 10 avril : Le groupe paramilitaire clandestin armé sioniste de droite révisionniste Irgoun est fondé par Avraham Tehomi avec plusieurs autres anciens commandants de la Haganah. Les fondateurs ont quitté la Haganah en raison de leur opposition à la politique officielle de havlagah (retenue), que les dirigeants politiques juifs (qui contrôlent de plus en plus la Haganah) ont imposée à la milice, et ils demandent une action plus décisive contre la montée de la violence arabe qui visr les Juifs palestiniens.

## Sport
- Saison 1931-1932 de la ligue de la Palestine (en) (football)

## Naissances
- 17 janvier : Yaakov Gil (en), homme politique israélien (mort en 2007)
- 13 février : Assaf Yaguri (en), homme politique et soldat israélien (mort en 2000).
- 8 août : Yehoshua Matza (en), homme politique israélien (mort en 2020).
- 16 mai : Geula Zylberman (en), artiste vénézuélienne d'origine juive et palestinienne.

## Décès
- 16 avril : Rachel Blaustein (communément appelée « Rachel la poétesse ») (née en 1890), poétesse juive palestinienne née en Russie.